# 布布斯海姆
布布斯海姆是德国巴登-符腾堡州的一个市镇。总面积8.29平方公里，总人口1166人，其中男性619人，女性547人（2011年12月31日），人口密度141人/平方公里。